# Merck toch hoe sterck
Merck toch hoe sterck (deutsch: „Siehe doch wie stark“) ist ein niederländisches Kampflied (Geusenlied) aus der Zeit des Achtzigjährigen Kriegs, in dem die erfolglose Belagerung der Stadt Bergen op Zoom im Jahr 1622 besungen wird.

## Geschichte und Thematik
Die Melodie ist ein Ayre, das von dem englischen Lautenisten John Dowland popularisiert wurde, aber wahrscheinlich in einer italienischen Tanzmelodie seinen Ursprung hat. Im Englischen ist das Lied unter dem Titel What if a day, or a month, or a yeare, mit Text von dem englischen Dichter Thomas Campion, bekannt. Der niederländische Text des Lieds wurde zwischen 1622 und 1625 von dem Dichter Adrianus Valerius geschrieben und im Jahr nach seinem Tod zusammen mit anderen Geusenliedern in einer Sammlung unter dem Titel Neder-landtsche Gedenck-Clanck („Niederländische Gedenk-Klänge“), die auch die spätere niederländische Nationalhymne Het Wilhelmus enthält, herausgegeben. Im Jahr 1901 veröffentlichte Karl Budde, zusammen mit dem damals in Amsterdam lebenden Julius Röntgen, unter dem Titel Auf die Verteidigung von Bergen op Zoom 1622 eine deutschsprachige Kontrafaktur.
Thema des Textes ist die Belagerung von Bergen op Zoom, einer Festungsstadt, aus der nach dem Fall Antwerpens im Jahr 1585 der Schiffsverkehr von und nach Antwerpen von der niederländischen Republik blockiert wurde. Diese Blockade war katastrophal für die ehemals größte und wichtigste Stadt der Niederlande und zwang die Spanier, ihre Truppen über Land (mittels der Spanischen Straße) zu bewegen. Deshalb versuchten die Spanier nach dem Ende des Zwölfjährigen Waffenstillstands sofort die an der östlichen Scheldemündung gelegene Stadt einzunehmen und damit den freien Zugang zum Antwerpener Hafen zu garantieren. In den nördlichen Niederlanden wurde befürchtet, dass die Kampfbereitschaft für den Kampf gegen Spanien nach zwölf Jahren ununterbrochenen Friedens und Wohlstands abgenommen hatte, aber die Niederländer widerstanden der drei Monate dauernden spanischen Belagerung und sie wurde zum Symbol des erneuten Widerstands und Hymne der Stadt Bergen op Zoom.
Im Laufe des 19. Jahrhunderts und im Zuge des sich verstärkenden Nationalismus gewann das Lied wieder an Popularität. So wurde es während des Burenkriegs zwischen Großbritannien und der Südafrikanischen Republik mit einem leicht geänderten Text (antibritisch statt antispanisch) und unter dem Namen Boerekrygslied zum Soldatenlied der südafrikanischen Rebellen; während des Zweiten Weltkriegs galt es als Kampflied des niederländischen Widerstands.
Der Auslandsdienst des niederländischen Hörfunks, das Radio Nederland Wereldomroep, benutzt das Lied, instrumental gespielt auf einem Carillon, seit 1947 als Pausenzeichen.
In der 4. Episode der zehnteiligen Fernsehproduktion Band of Brothers – Wir waren wie Brüder aus dem Jahr 2001 singen die Einwohner von Eindhoven das Lied während der Befreiung der Stadt im Zuge der Operation Market Garden.

## Liedtext
| Niederländischer Originaltext (veröffentlicht 1626)      | Deutsche Übersetzung                                   | Kontrafaktur von Karl Budde und Julius Röntgen (1901)       |
| 1. Strophe                                               | 1. Strophe                                             | 1. Strophe                                                  |
| -------------------------------------------------------- | ------------------------------------------------------ | ----------------------------------------------------------- |
| Merck,, toch hoe sterck,, Nu int werck,, sich al steld!  | Achtet, wer sich so entschlossen an der Arbeit stellt, | Acht, wie mit Macht Tag und Nacht sich dort quält,          |
| Die’t allen ty,, Soo ons vryheyt heeft bestreden:        | Er, der unsere Freiheit zeitlebens bekämpft hat,       | der ohne Scheu unsre Freiheit will zertreten!               |
| Siet hoe hy slaeft,, graeft,, en draeft met geweld!      | Seht, wie er schuftet, gräbt und herumrennt,           | Sieh, wie er scharrt, schafft und karrt rings im Feld,      |
| Om onse goet,, En ons bloet,, En onse steden:            | Um unser Gut und unser Blut und unsere Städte,         | ’s gilt unserm Gut, unserm Blut und unsern Städten.         |
| Hoor de Spaensche trommels slaen!                        | Hört die spanischen Trommeln schlagen,                 | Horch der spanschen Trommeln Ton,                           |
| Hoor Maraens trompetten!                                 | Hört marranisches Trompeten!                           | horch Trompeten schallen!                                   |
| Siet hoe komt hy trecken aen!                            | Seht, wie er anmarschiert (um)                         | Dort kommt er gezogen schon,                                |
| Bergen te besetten.                                      | Bergen zu besetzen.                                    | Bergen soll jetzt fallen.                                   |
| Berg op Zoom// Hout u vroom,,                            | Berg op Zoom, stehen Sie fest                          | Bergens Hut, halt dich gut,                                 |
| Stut de Spaensche scharen;                               | Wehre den spanischen Armeen                            | wehr’ den spanschen Schaaren,                               |
| Laet’s Lands boom,, End’ syn stroom,,                    | lass den Boden 1 des Landes und seines Stroms          | Heerdes Glut, Stromes Flut                                  |
| Trouw'lyck toch bewaren.                                 | trotzdem getreulich bewahren                           | treulich zu bewahren.                                       |
| 2. Strophe                                               |                                                        |                                                             |
| ’tMoedige,, bloedige,, woedige,, swaerd                  | Das tapfere, blutige, wütende Schwert                  | Mutig und blutig und wutig das Schwert,                     |
| Blonck,, en het klonck,, dat de voncken daer uyt vlogen. | leuchtete und klang, dass Funken davon flogen          | blank schiens und klang in dem Schwang, dass Funken stoben! |
| Beving,, en leving,, opgeving der aerd,                  | Beben und Schütteln, Zerstörung der Erde               | Bebend, sich hebend, wie lebend die Erd-                    |
| Wonder,, gedonder,, Nu onder was, nu boven,              | Wunder, Donner, jetzt war unten oben;                  | Donner, o Wunder, bald drunter rollt’, bald droben          |
| Door al’t mijnen en’t geschut                            | Wegen der Unterminierung und den Geschützen,           | von den Minen und Geschütz,                                 |
| Dat men daeg’lycx hoorde;                                | Die man täglich hörte                                  | die man hörte dröhnen;                                      |
| Menig Spanjaert in zyn hut                               | (wurde) mancher Spanier in seiner Hütte                | mancher Spanier von dem Blitz,                              |
| In syn bloet versmoorde.                                 | in seinem Blut erstickt                                | musst im Blute stöhnen.                                     |
| Berg op Zoom// Hout sich vroom                           | Berg op Zoom, steht fest                               | Bergens Hut, hält sich gut,                                 |
| ’tStut de Spaensche scharen;                             | Es wehrt den spanischen Armeen                         | wehrt den spanschen Schaaren,                               |
| ’tHeeft ’sLands boom,, En syn stroom                     | Es hat den Boden des Landes und seines Stroms          | Heerdes Glut, Stromes Flut                                  |
| Trouw’lyck doen bewaren.                                 | getreulich bewahrt                                     | treulich hilft bewahren.                                    |
| 3. Strophe                                               |                                                        |                                                             |
| Die van Oranjen,, quam Spanjen aen boord,                | Der von Oranien näherte Spanien                        | Der von Oranien kam Spanien an Bord,                        |
| Om uyt het velt,, als een Helt,, ’tgewelt te weeren:     | Um im Feld, wie ein Held, die Gewalt zu wehren         | wollt in dem Feld als ein Held der Weltmacht wehren.        |
| Maer also dra,, Spinola ’tneeft gehoord,                 | Aber, sobald Spinola es gehört hat                     | Aber sich da, Spinola, da ers hört’,                        |
| Treckt hy flocx heen,, op de been met al zyn Heeren.     | Zieht er sich sofort zurück.                           | flugs zog er fort von dem Ort mit all’ seinen Herren:       |
| Treckt hy flocx heen,, op de been met al zyn Heeren.     | mit allen seinen Herren                                | flugs zog er fort von dem Ort mit all’ seinen Herren:       |
| Cordua kruyd spoedig voort,                              | Bald ackert Cordua durch                               | Cordua kroch scheu ins Zelt,                                |
| Sach daer niet te winnen,                                | Sah dort nichts zu gewinnen                            | sah nichts zu gewinnen;                                     |
| Don Velasco liep gestoort,                               | Don Velasco lief beunruhigt:                           | Don Velask gab Fersengeld,                                  |
| ’tVlas was niet te spinnen.                              | der Flachs konnte nicht gesponnen werden 2             | konnt den Flachs nicht spinnen.                             |
| Berg op Zoom//Hout sich vroom                            | Berg op Zoom, steht fest                               | Bergens Hut hält sich gut,                                  |
| ’tStut de Spaensche scharen;                             | Es wehrt den spanischen Armeen                         | wehrt den spanschen Schaaren,                               |
| ’tHeeft ’sLands boom,, En zyn stroom                     | Es hat den Boden des Landes und seines Stroms          | Heerdes Glut, Stromes Flut                                  |
| Trouw’lyck doen bewaren.                                 | getreulich bewahrt                                     | treulich hilft bewahren.                                    |

 1 Elision ([bo:dɛm] → [bo:m]) des Wortes „bodem“ („Boden“, idiomatisch „Grenze“; wörtlich auch „Baum“)